# Blaženko Lacković
Blaženko Lacković, hrvaški rokometaš, * 25. december 1980, Novi Marof.
Leta 2004 je na poletnih olimpijskih igrah v Atenah v sestavi hrvaške reprezentance osvojil zlato olimpijsko medaljo. Leta 2012 je z reprezentanco osvojil še bronasto medaljo.